# Banneville-sur-Ajon
Banneville-sur-Ajon település Franciaországban, Calvados megyében. Lakosainak száma 434 fő (2018. január 1.). Banneville-sur-Ajon Landes-sur-Ajon, Maisoncelles-sur-Ajon, Le Mesnil-au-Grain, Saint-Agnan-le-Malherbe és Vacognes-Neuilly községekkel határos.

## Népesség
A település népességének változása:
| Lakosok száma | 216  | 211  | 346  | 360  | 393  | 394  | 383  | 415  | 428  | 434  |
|               | 1962 | 1968 | 1982 | 1990 | 2006 | 2008 | 2013 | 2015 | 2017 | 2018 |